# Petropluvialis
Petropluvialis simplex  (петроплювіаліс) — вид викопних птахів ряду Гусеподібні (Anseriformes). Відомий з нижнього еоцену Англії.